# Спасский кантон
Спасский кантон (тат. Спас кантоны) — административно-территориальная единица в составе Татарской АССР, существовавшая в 1920—1930 годах.
Площадь — 4,8 тыс. км². Население — 138,6 тыс. человек (1926).
Центр кантона — город Спасск.

## Административное деление
По данным на 1922 год, в кантоне было 14 волостей: Базарно-Матаковская, Кузнечихинская, Гусихинская, Левашёвская, Лягушкинская, Марасинская, Нижне-Алькеевская, Пичкасская, Ромодановская, Сиктерминская, Старо-Барановская, Трёх-Озёрская, Щербетская и Юхмачинская. В 1924 году из них волости были созданы 8 укрупнённых волостей:
- Алькеевская (центр — с. Нижнее Алькеево)
- Кузнечихинская
- Левашёвская
- Матаковская (центр — с. Базарные Матаки)
- Спасская (б. Щербетская)
- Тиганская (б. Лягушкинская, центр — с. Средние Тиганы)
- Трёхозерская
- Юхмачинская

Волости делились на 144 сельсовета.

## История
В 1930 году Спасский кантон, как и все остальные кантоны Татарской АССР, был упразднён. На его территории были образованы районы: Спасский (из Спасской, части Трёхозёрской, Кузнечихинской, Матаковской и Левашёевской волостей), Алькеевский (из Алькеевской, Юхмачинской, частей Кузнечихинской и Матаковской волостей), Чистопольский (часть Тиганской волости), Алексеевский (части Тиганской и Левашёвской волостей), и Билярский (части Тиганской и Левашёвской волостей) районы.

## Известные уроженцы
Чугунов Фёдор Иванович (1921—1995) — советский военный и партийный деятель. Секретарь парткома МВД Марийской АССР (1975—1978). Участник Великой Отечественной войны. Член ВКП(б) с 1948 года.